# Гросрудештедт
Гросрудештедт (нем. Großrudestedt) — община в Германии, в земле Тюрингия. 
Входит в состав района Зёммерда. Подчиняется управлению Грамме-Ауэ.  Население составляет 1941 человек (на 31 декабря 2010 года). Занимает площадь 23,87 км².